# Time machine (hey, come on back in time)
Time machine (hey, come on back in time) is een nummer van The Cats dat werd geschreven door Arnold Mühren en Piet Veerman. Het verscheen in Nederland op de B-kant van de single Maribaja; in Duitsland en Spanje werden de kanten omgedraaid.
De singleversie werd geproduceerd door Klaas Leyen en gearrangeerd door Wim Jongbloed en heeft de kenmerkende palingsoundstijl waar de band bekend mee is geworden. Deze versie is ook te vinden op het album Home (1973).
Het lied werd een jaar later opnieuw opgenomen in de Verenigde Staten waar de productie en het arrangement in handen lag van Al Capps. Deze versie kwam terecht op het album Love in your eyes (1974).
Het nummer kwam in de jaren nog op verschillende verzamelalbums terug, zoals op 10 jaar (1974), The Cats 100 (2008), Best of - 3CD (2012) en The golden years of Dutch pop music (The Cats) (2016).